# Verwaltungsgemeinschaft Elbe-Havel-Land

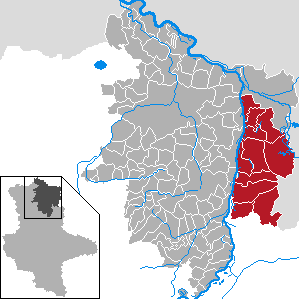
Lage der Verwaltungsgemeinschaft im Landkreis Stendal

In der Verwaltungsgemeinschaft Elbe-Havel-Land des Landkreises Stendal waren ursprünglich 14 Gemeinden zur Erledigung ihrer Verwaltungsgeschäfte zusammengeschlossen. Die Verwaltungsgemeinschaft entstand am 1. Januar 2005 aus der Fusion der acht Gemeinden der aufgelösten Verwaltungsgemeinschaft Elb-Havel-Land mit den sechs Gemeinden der aufgelösten Verwaltungsgemeinschaft Schönhausen (Elbe) (die vormals selbständigen Gemeinden Garz, Kuhlhausen und Warnau wurden zeitgleich nach Havelberg eingemeindet). Der Sitz der Verwaltungsgemeinschaft befand sich in der Gemeinde Schönhausen (Elbe).
Auf einer Fläche von 360,68 km² lebten 9866 Einwohner (30. Juni 2006). Letzter Verwaltungsleiter der Gemeinschaft war Carsten Wulfänger.
Am 1. Januar 2010 wurde die Verwaltungsgemeinschaft aufgelöst. Nach Fusionen der einzelnen Mitgliedsgemeinden trat an ihre Stelle die nach Fläche deckungsgleiche Verbandsgemeinde Elbe-Havel-Land.

## Geografie
Die Verwaltungsgemeinschaft Elbe-Havel-Land im Osten des Landkreises Stendal wird im Westen von der Elbe und im Nordosten von der unteren Havel begrenzt. Dazwischen liegt das Land Schollene, ein waldreicher Grundmoränenzug, der zwischen Klietz, Schollene und Wust als Truppenübungsplatz genutzt wird. Im Osten grenzt der brandenburgische Landkreis Havelland, im Süden der Landkreis Jerichower Land an die Verwaltungsgemeinschaft Elbe-Havel-Land.
Mitgliedsgemeinden:
- Fischbeck (Elbe) mit Kabelitz
- Hohengöhren mit Hohengöhrener Damm
- Kamern mit Hohenkamern, Neukamern und Rehberg
- Klietz mit Friedenssiedlung und Scharlibbe
- Neuermark-Lübars
- Stadt Sandau (Elbe)
- Schollene mit Ferchels, Karlsthal, Mahlitz, Molkenberg, Neumolkenberg, Neuschollene, Neuwartensleben und Nierow
- Schönfeld
- Schönhausen (Elbe) mit Schönhauser Damm
- Wulkau
- Wust mit Briest, Melkow, Sydow, Wusterdamm und Wuster Schäferei

## Politik

### Wappen

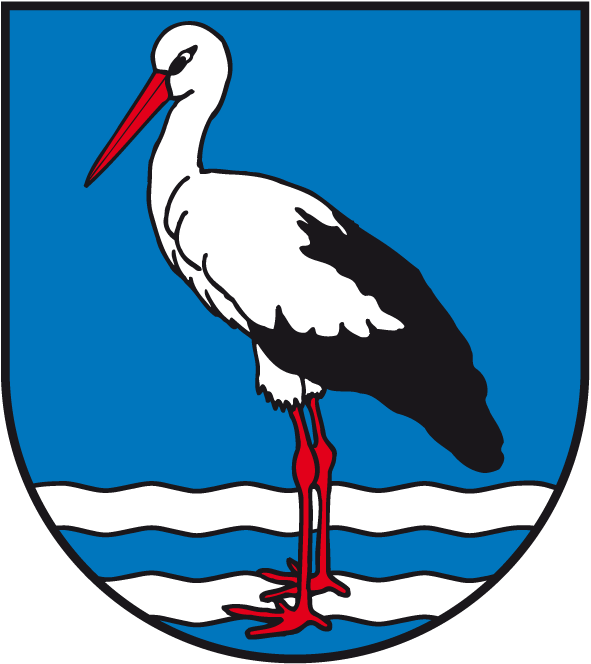
Wappen der VG Elbe-Havel-Land

Das Wappen wurde am 5. April 2005 durch den Landkreis genehmigt.
Blasonierung: „In Blau vor zwei erniedrigten silbernen Wellenleistenstäben ein silberner Storch mit schwarzer Flügeldecke und rotem Schnabel und Beinen.“
Die Farben der Verwaltungsgemeinschaft sind Silber (Weiß) - Blau.
Das Wappen wurde vom Magdeburger Kommunalheraldiker Jörg Mantzsch gestaltet.

### Flagge

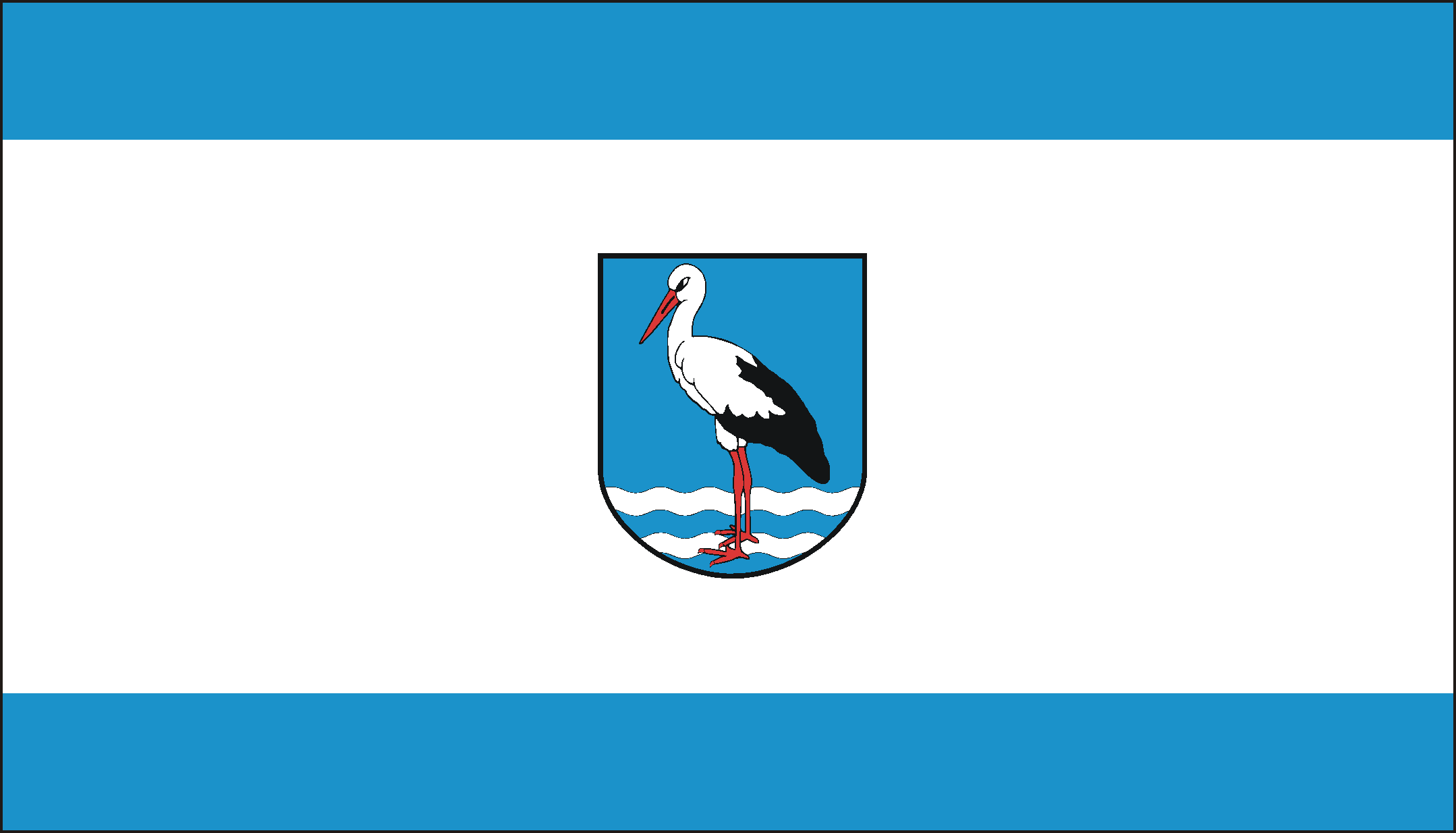
Flagge der VG Elbe-Havel-Land

Die Flagge ist Blau–Weiß–Blau (1:4:1) gestreift (Längsform: Streifen senkrecht verlaufend, Querform: Streifen waagerecht verlaufend) und mittig mit dem Verwaltungsgemeinschaftswappen belegt.